# Bates Battaglia

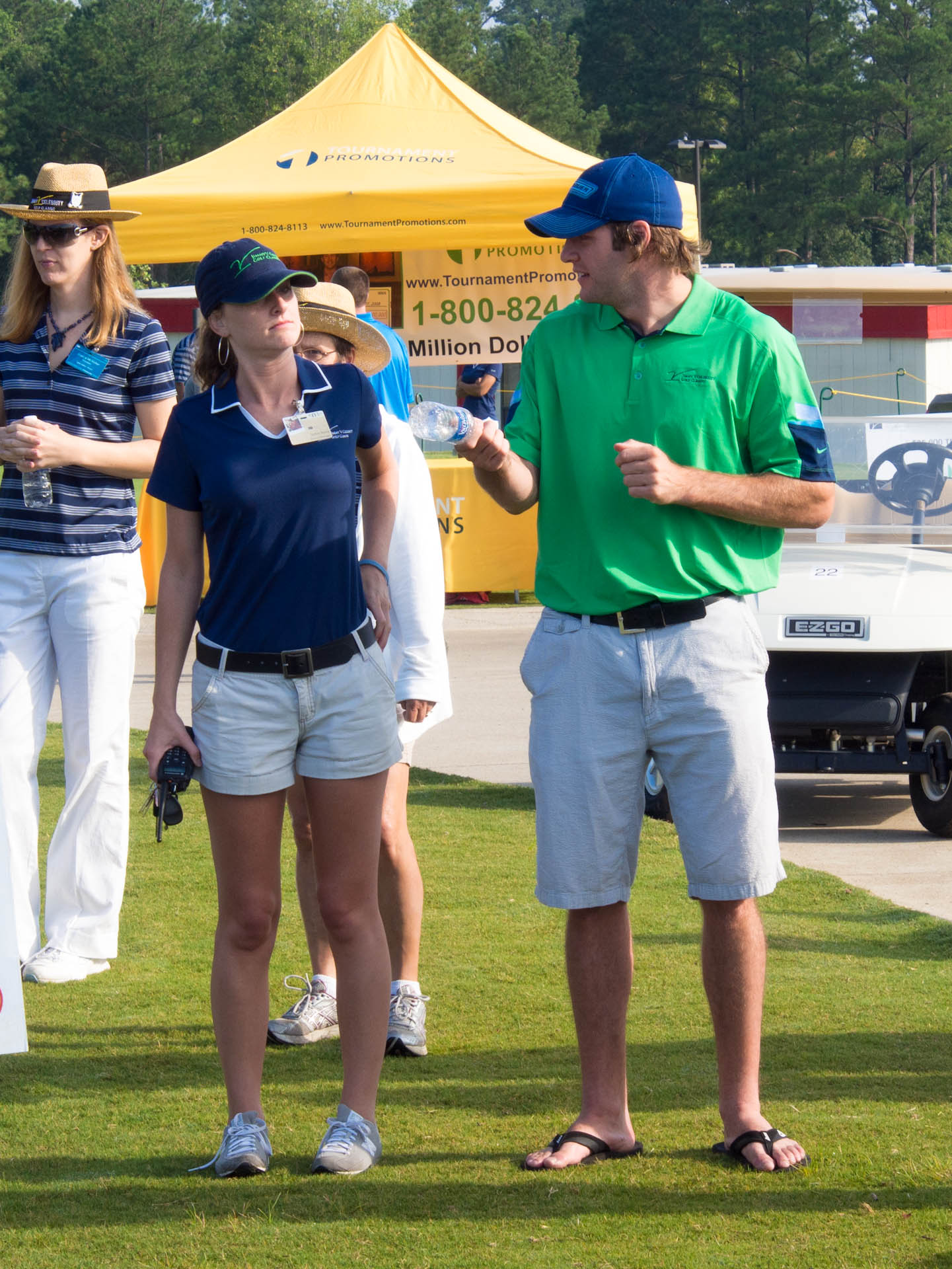
Bates Battaglia

Jonathan "Bates" Battaglia, född 13 december 1975 i Chicago, Illinois, USA, är en amerikansk professionell ishockeyspelare som har spelat över tio säsonger i NHL för klubbarna Carolina Hurricanes, Washington Capitals, Colorado Avalanche och Toronto Maple Leafs. 
Han valdes i sjätte rundan som 132:e spelare totalt i NHL Entry Draft 1994 av Anaheim Ducks. Under sina yngre år spelade han hockey i Park Ridge, Illinois under tränaren Tom Godwin. Säsongen 2000/2001 ingick han i den framgångsrike formationen BBC line, tillsammans med Rod Brind'Amour och Eric Cole i  Carolina Hurricanes. Utöver NHL har han även spelat i AHL, i finska SM-liiga laget Jokerit, i tyska andraligan samt i Central Hockey League.
I november 2011 skrev han på ett kontrakt med Karlskrona HK i division 1. Battaglia gjorde mål redan efter 25 sekunder i sin debutmatch för Karlskrona den 13 november. Laget förlorade dock med 1-2 mot Olofströms IK.
Han har även deltagit i den amerikanska reality serien The Amazing Race där han och hans bror Anythony Battaglia vann hela tävlingen och gick hem 1 miljon dollar rikare.

## Klubbar i NHL (580 matcher)
- Carolina Hurricanes
- Colorado Avalanche
- Washington Capitals
- Toronto Maple Leafs